# Chlorochromodes
Chlorochromodes là một chi bướm đêm thuộc họ Geometridae.